# Othreis
Othreis är ett släkte av fjärilar. Othreis ingår i familjen nattflyn.

## Bildgalleri

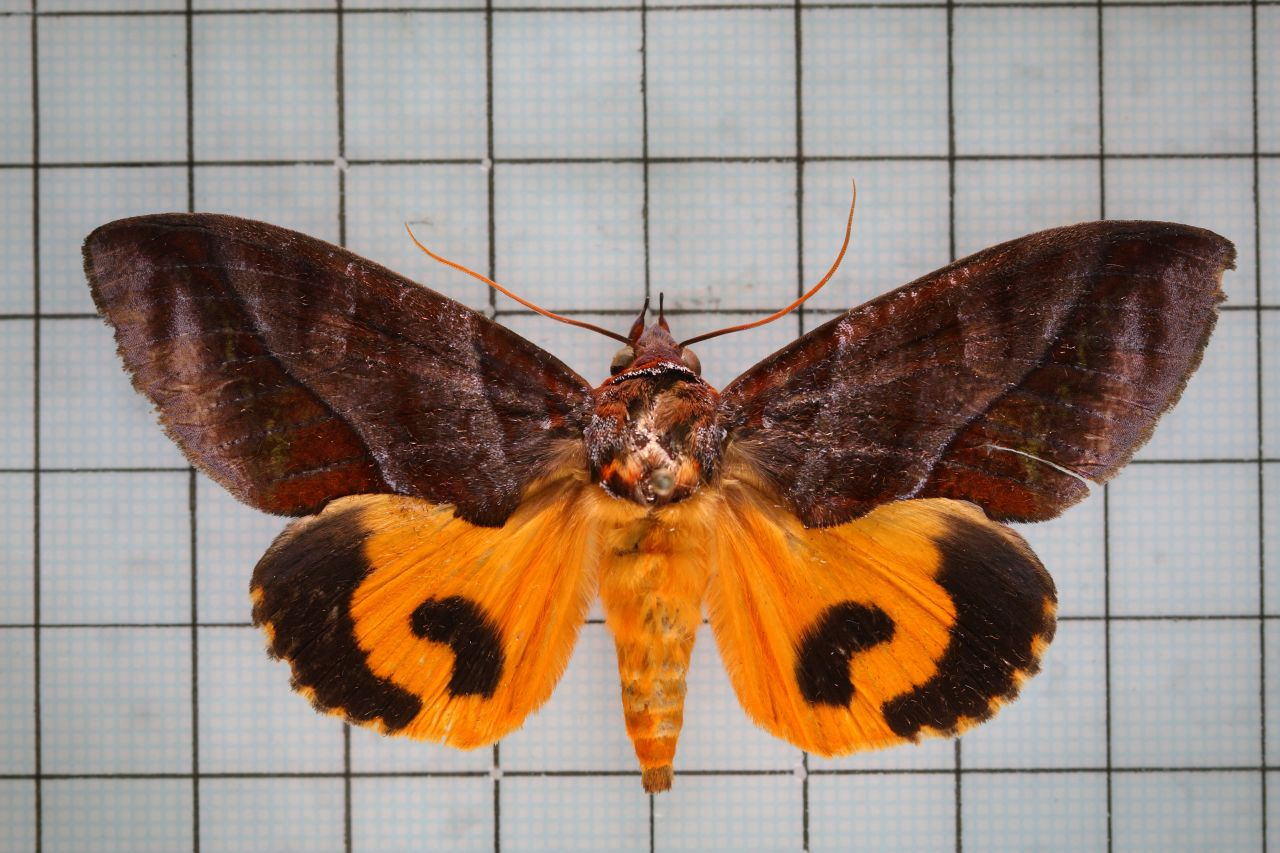
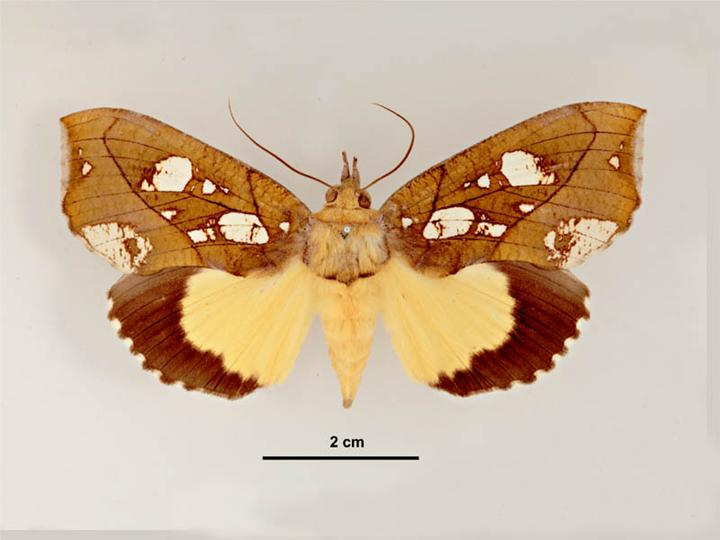
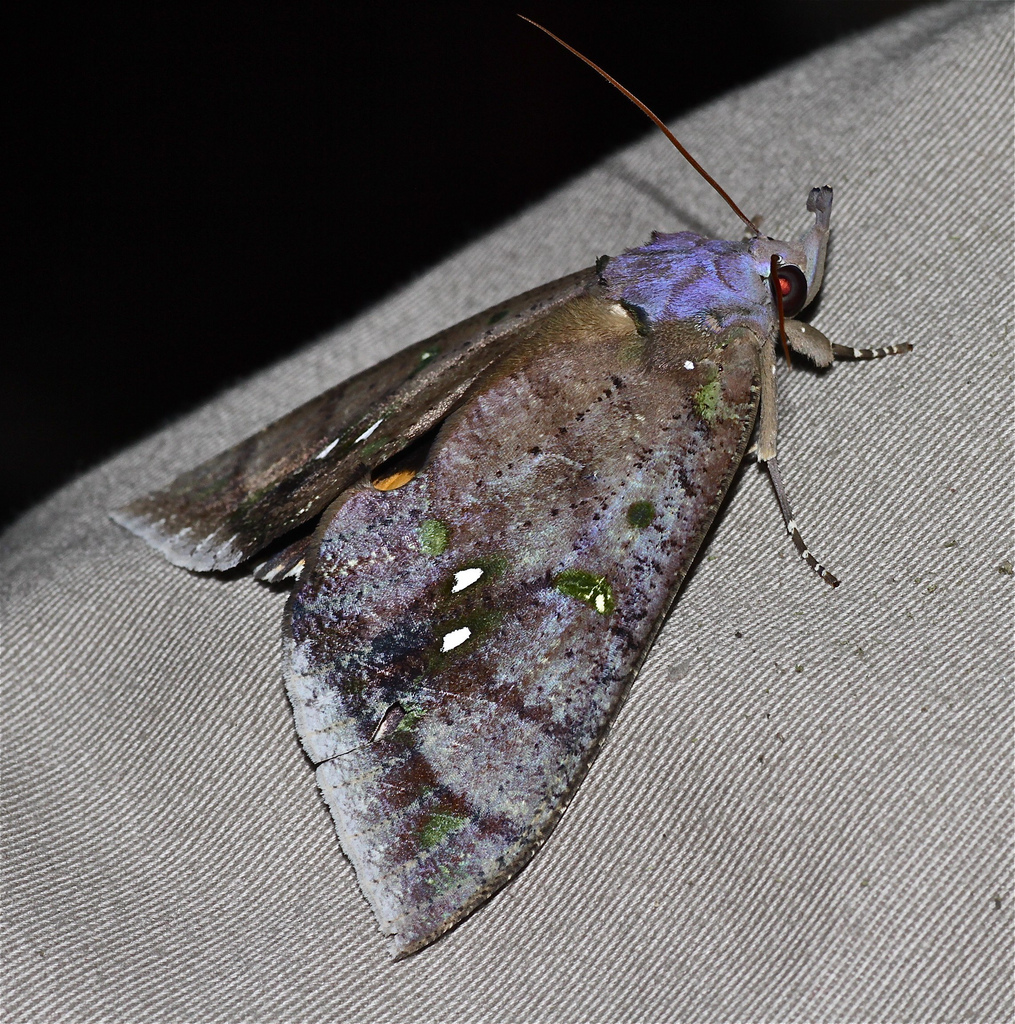
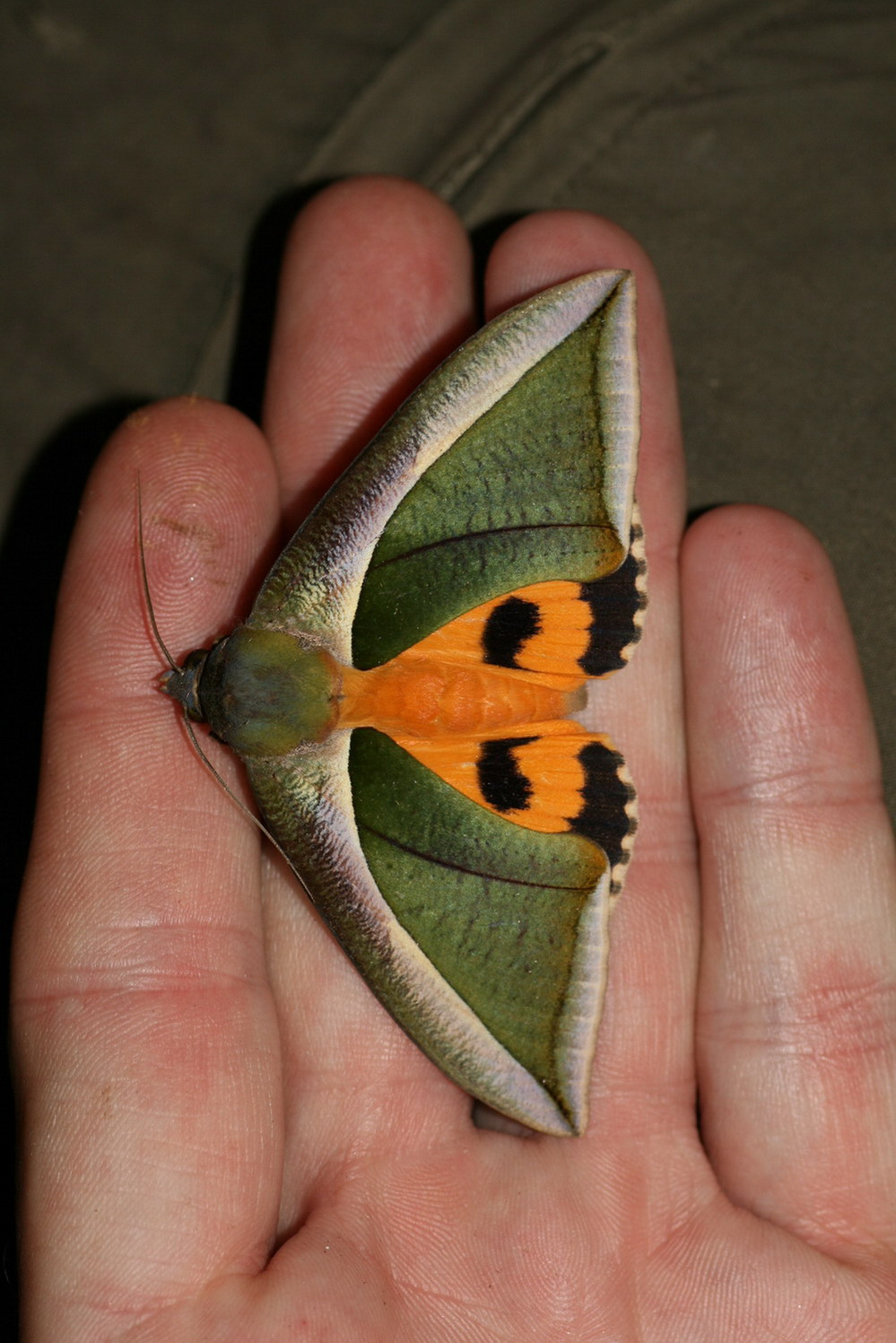

## Dottertaxa tillOthreis, i alfabetisk ordning[1]
- Othreis ancilla
- Othreis anguina
- Othreis banakus
- Othreis bathyglypta
- Othreis bilineosa
- Othreis boseae
- Othreis caesar
- Othreis cajeta
- Othreis collusoria
- Othreis colubra
- Othreis columbina
- Othreis dioscoreae
- Othreis divitiosa
- Othreis felicia
- Othreis formosana
- Othreis fullonia
- Othreis fullonica
- Othreis homaena
- Othreis imperator
- Othreis intricatus
- Othreis iridescens
- Othreis jordani
- Othreis kinabaluensis
- Othreis kühni
- Othreis memorans
- Othreis mionopastea
- Othreis multiscripta
- Othreis obliterans
- Othreis paulii
- Othreis phalonia
- Othreis pomona
- Othreis pratti
- Othreis prattorum
- Othreis princeps
- Othreis procax
- Othreis procus
- Othreis pyrocrana
- Othreis raphael
- Othreis sacbellum
- Othreis serpentifera
- Othreis smaragdipicta
- Othreis srivijayana
- Othreis strigata
- Othreis sultana
- Othreis talboti
- Othreis toddi